# 南りほ
南 りほ（みなみ りほ、1995年11月1日 - ）は、日本のYouTuber、女優、グラビアモデルである。
兵庫県尼崎市出身。韓国で活動した時期もあり、韓国ではSublime Artist Agencyに所属していた。日本ではグローアップに所属していた。

## 略歴
韓国のオーディション番組『K-POP STAR』に参加し落選したが、オーディション会場のトイレに行った時にスカウトされた。動画審査を経て、15歳から韓国の芸能事務所JYPエンターテインメントに初の日本人練習生として在籍した。3年後に帰国した。
2015年9月13日、ソニー・ミュージック史上初のグラビアオーディション『夏色ヒロイン オーディション』でファイナリストとなる。
2016年6月3日、Netflixで配信されたドラマ『火花』で女優デビュー。
2020年8月1日、自身のYouTubeチャンネルを開始した。美容情報を中心に発信している。

## 人物
兄が1人、姉が1人いる。

## 出演

### 配信ドラマ
- 火花（2016年6月3日、Netflix）
- また出会った君（韓国：2019年9月8日 - 10月17日、日本：2019年9月12日 - 10月20日、プレイリスト） - リホ 役[8]
- -50kgのシンデレラ（2022年8月12日 - 9月23日、Paravi） - 清水美和 役[9]

### テレビドラマ
- ドクターX〜外科医・大門未知子〜（2016年10月13日 - 12月22日、テレビ朝日） - 赤羽葵 役[10]
- Dr.チョコレート 劇中劇『愛の手錠』（2023年4月22日 - 6月24日、日本テレビ） - スヨン 役[7]

### 舞台
- SaGa THE STAGE ～七英雄の帰還～（2018年9月21日 - 10月21日） - キャット 役[11]

### テレビ番組
- MIX NINE（2017年10月29日 - 2018年1月26日、JTBC）[5]

### 配信番組
- 私の年下王子さま 100人の王子編（2021年、ABEMA）[12]

### ミュージックビデオ
- ZICO「She's a Baby」（2017年）[13]
- CrazyBoy「DoCoDeMoDooR」（2021年）[14]
- CrazyBoy「ステラ feat. JAY'ED」（2021年）[15]
- 小林柊矢「レンズ」（2022年）[16]

### 広告
- ファッションECサイト「&lottie」（2018年）[17]
- フリュー プリントシール機「キューナナパーセント」（2021年）[18]
- ランジェリーブランド「RAVIJOUR」（2021年）[19]

### ランウェイ
- Rakuten GirlsAward 2023 AUTUMN/WINTER（2023年9月30日、幕張メッセ）[20]

## 作品

### イメージビデオ
- 南りほ Rhythm（2019年10月25日、竹書房）

### スタイルブック
- Ree: Riho Minami fashion & beauty BOOK（2021年9月15日、宝島社）ISBN 978-4-299-01804-5 [21]

### デジタル写真集
- 【デジタル限定】南りほ写真集「みなみのかぜ」（2022年8月22日、集英社）[22]